# Novo Selo Žumberačko
Novo Selo Žumberačko is een plaats in de gemeente Samobor in de Kroatische provincie Zagreb. De plaats telt 31 inwoners (2001).